# Jack Ruby
Jack Ruby (født Jacob Leonard Rubenstein; 25. marts 1911, død 3. januar 1967) var en amerikansk natklubejer, som den 24. november 1963 skød og dræbte præsident John F. Kennedys formodede morder, Lee Harvey Oswald. Rubys motiv for at dræbe Oswald var, at han ville hævne præsidenten, og lade dennes kone slippe for en retssag. Ruby havde tætte forbindelser til mafiaen, og derfor opfatter konspirationsteoretikere hans indblanding i sagen som et tegn på, at mafiaen stod bag mordet på John F. Kennedy.
Ruby blev idømt dødsstraf for Oswalds mord, men appellerede dommen. Inden en ny retssag kom i gang, døde han af en lungeemboli som følge af lungekræft.